# 대수적 위상수학
대수적 위상수학(代數的位相數學, 영어: algebraic topology)은 추상대수학적 도구를 사용하여 위상 공간과 다양체들을 다루는 위상수학의 분야다.

## 대수적 위상수학의 도구
공간의 위상수학적 구조는 다음과 같은 대수적 구조로 나타낼 수 있다.
- 호모토피와 호모토피 군은 두 위상 공간 사이의 연속 함수를 연속적으로 변형하는 과정을 나타내는 대상이다. 호모토피는 위상 구조보다 더 단순한 호모토피 구조만을 나타낸다. 고차 호모토피 군은 다루기 복잡하지만, 기본군이라고 불리는 1차 호모토피 군은 계산하기가 비교적 쉬우며 널리 쓰인다.
- 호몰로지와 코호몰로지는 일련의 공리를 만족하는 아벨 군들이다. 호몰로지의 개념 자체는 매우 일반적이며, 위상수학 말고도 추상대수학이나 대수기하학에서도 쓰인다. 대수적 위상수학에서, (코)호몰로지는 위상 공간 속에 존재하는 고차원 "구멍"들을 나타낸다. 대수적 위상수학에서는 특이 호몰로지와 체흐 코호몰로지 등을 주로 사용한다.

## 주요 대수적 위상수학자
- 알렉산더 그로텐디크
- 세르게이 노비코프
- 에미 뇌터
- 장 르레
- 손더스 매클레인
- 존 밀너
- 아르망 보렐
- 라위트전 브라우어르
- 장피에르 세르
- 데니스 설리번
- 스티븐 스메일
- 사무엘 에일렌베르크
- 그리고리 페렐만
- 레프 폰트랴긴
- 앙리 카르탕
- 에흐베르튀스 판 캄펀
- 르네 톰
- 레오폴트 피토리스(독일어: Leopold Vietoris)
- 하인츠 호프
- 해슬러 휘트니
- 프리드리히 히르체브루흐

## 주요 정리
- 고정점 정리
  - 보르수크-울람 정리
  - 브라우어르 고정점 정리
  - 렙셰츠 고정점 정리
- 호몰로지와 코호몰로지
  - 푸앵카레 쌍대성
  - 퀴네트 정리
  - 마이어-피토리스 열
  - 브라운 표현 정리
- 기본군과 호모토피 군
  - 자이페르트-판 캄펀 정리
  - 화이트헤드 정리
  - 후레비치 정리

## 같이 보기
- 대수적 K이론
- 완전열
- 그로텐디크 위상
- 준군
- 호몰로지 대수학
- K이론
- 리 준대수
- 리 준군
- 층 (수학)

## 참고 문헌
- 조용승 (2010년 9월). 《대수적 위상수학》. 경문사. ISBN 978-89-6105-365-5. 2015년 2월 7일에 원본 문서에서 보존된 문서. 2013년 3월 27일에 확인함.
- 우무하; 김재룡 (1994년 10월 23일). 《대수적 위상 수학》. 대우학술총서 자연과학 97. 서울: 민음사. ISBN 978-89-374-3597-3.
- Greenberg, Marvin J. and John R. Harper. (1981). 《Algebraic topology: a first course》. Mathematics Lecture Note Series (영어) Revis판. Westview/Perseus. ISBN 9780805335576.
- Bredon, Glen E. (1993). 《Topology and Geometry》. Graduate Texts in Mathematics (영어) 139. Springer. doi:10.1007/978-1-4757-6848-0. ISBN 0-387-97926-3. ISSN 0072-5285.
- Hatcher, Allen (2002). 《Algebraic topology》 (영어). Cambridge: Cambridge University Press. ISBN 978-0-521-79540-1. MR 1867354. Zbl 1044.55001.
- Maunder, C. R. F. (1970). 《Algebraic topology》 (영어). London: Van Nostrand Reinhold. ISBN 0-486-69131-4.
- tom Dieck, Tammo (2008년 9월). 《Algebraic topology》. EMS Textbooks in Mathematics (영어). Zürich: European Mathematical Society. doi:10.4171/048. ISBN 978-3-03719-048-7. MR 2456045. Zbl 1156.55001.
- May, J. Peter (1999년 9월). 《A concise course in algebraic topology》 (PDF) (영어). Chicago Lectures in Mathematics. Chicago: University of Chicago Press. ISBN 978-02-2651-183-2.
- Davis, James F.; Kirk, Paul (2001). 《Lecture Notes in Algebraic Topology》 (PDF). Graduate Studies in Mathematics (영어) 35. American Mathematical Society. ISBN 978-0-8218-2160-2. 2016년 3월 4일에 원본 문서 (PDF)에서 보존된 문서. 2016년 1월 25일에 확인함.